# Guido di Sorrento
Guido (spesso indicato come Guidone) (1012 circa – 1073) è stato un duca longobardo, governò Sorrento dal 1035.

## Biografia
Figlio di Guaimario III di Salerno e Gaitelgrima (figlia di Pandolfo II di Benevento). Fratello di Guaimario IV, suocero di Guglielmo Braccio di Ferro e Guglielmo d'Altavilla, cognato di Umfredo d'Altavilla, deve il suo posto nella storia in primo luogo dai suoi legami (di sangue e matrimoniali) con personaggi di primo piano nella fase storica di transizione dal dominio longobardo a quello normanno nel sud Italia.
Fu nominato gastaldo di Capua dallo zio Pandolfo e successivamente anche duca di Sorrento dal fratello maggiore.
Nel 1035 suo fratello Guaimario conquistò Sorrento e ne affidò il governo a lui, che fu nominato duca.
Il suo sostegno al fratello e ai Normanni fu costante per tutta la durata del regno di Guaimario e oltre.

## La Contea di Puglia
L'unificazione delle due famiglie normanne, Altavilla e Drengot, fu motivo di forza, perché esse si basavano concretamente sui possedimenti di Aversa e di Melfi. Guaimario offrì il riconoscimento ufficiale delle conquiste: alla fine dell'anno con lo stesso Rainulfo e con Guglielmo, si recarono a Melfi e riunirono un'assemblea dei baroni Longobardi e Normanni, che terminò al principio dell'anno successivo (1043).
In questo Parlamento generale, Guaimario garantì agli Altavilla il dominio su Melfi. Braccio di Ferro si distinse così da Rainulfo I Drengot, capo dei territori della Campania, che ottenne anche la sovranità su Siponto e sul Gargano, ex territori bizantini.
Tutti offrirono un omaggio come vassalli a Guaimario, che riconobbe a Guglielmo I d'Altavilla il primo titolo di Conte di Puglia. Per legarlo a sé gli offrì in moglie la nipote Guida, figlia del duca Guido di Sorrento. Guaimario riconfermò il titolo di conte anche allo stesso Rainulfo. Nacque così la Contea di Puglia.

## Il matrimonio di Guglielmo d'Altavilla
Nel 1058 o 1059, Guglielmo d'Altavilla sposò Maria, principessa longobarda, figlia di Guido; Guglielmo ereditò tutti i possedimenti di Guido nel Principato di Salerno e combatté contro il successore di Guaimario, Gisulfo II, le cui terre occupò fino a lasciare ben pochi possedimenti all'effettivo Principe di Salerno. Entrò quindi in conflitto anche contro il fratello Roberto, quando questi venne in aiuto di Gisulfo che gli aveva promesso in moglie sua sorella Sichelgaita di Salerno. Le relazioni tra i fratelli si appianarono poi in seguito.

## La morte di Guaimario IV
Alla morte del principe, infatti, assassinato nel porto di Salerno nel 1052, Guido fu l'unico che riuscì a scappare e ad organizzare la liberazione della sua famiglia, caduta nelle mani degli assassini insieme a Gisulfo, erede al trono salernitano.
Il duca raggiunse rapidamente Melfi, dove offrì ampie ricompense ai Normanni in cambio del loro aiuto.
Questi lo seguirono a Salerno, che fu posta d'assedio insieme alle armate sorrentine nel tentativo di costringere i congiurati alla resa.
Guido riuscì presto a fare prigioniere le famiglie dei quattro assassini di Guaimario, negoziando il loro rilascio con la liberazione di Gisulfo.
Alla resa dei cospiratori, Guido fece giuramento di non procedere a vendette o rappresaglie contro di loro, mentre i Normanni, non ritenendosi vincolati a tale promessa, massacrarono i quattro fratelli insieme ad altri trentasei familiari, uno per ciascuna pugnalata rinvenuta sul corpo di Guaimario.
Il duca Guido instaurò suo nipote sul trono di Salerno quale legittimo  principe e gli rese omaggio di fedeltà insieme ai Normanni che avevano combattuto al suo fianco.
Questi avrebbero preferito Guido al comando del principato, ma accettarono la sua decisione e riconobbero Gisulfo come nuovo sovrano.
Da parte sua, Guido si mantenne sempre leale verso la leadership degli Altavilla.
Nel 1073 fece prigioniero il ribelle Ermanno, suo nipote, e lo riportò all'obbedienza di Roberto il Guiscardo, suo nipote acquisito.
Guido morì mentre si consumava il crollo del grande principato che suo fratello aveva costituito e che lui aveva così strenuamente difeso. Con la sua morte, Sorrento tornò di nuovo un ducato indipendente. Il figlio Guaimaro (Jefuno) fu il capostipite della famiglia Giffone.

## Ascendenza
|                          |                           |                          | Genitori |  |  | Nonni |  |  | Bisnonni            |  |  | Trisnonni |  |
|                          |                           |                          |          |  |  |       |  |  | Lamberto di Spoleto |  |  | …         |  |
|                          |                           |                          |          |  |  |       |  |  | Lamberto di Spoleto |  |  | …         |  |
|                          |                           | …                        |          |  |  |       |  |  | Lamberto di Spoleto |  |  |           |  |
| Giovanni II di Salerno   |                           |                          |          |  |  |       |  |  | Lamberto di Spoleto |  |  |           |  |
|                          |                           | …                        | …        |  |  |       |  |  |                     |  |  |           |  |
|                          |                           | …                        | …        |  |  |       |  |  |                     |  |  |           |  |
|                          |                           | …                        | …        |  |  |       |  |  |                     |  |  |           |  |
| Guaimario III di Salerno |                           | …                        |          |  |  |       |  |  |                     |  |  |           |  |
|                          |                           | …                        | …        |  |  |       |  |  |                     |  |  |           |  |
|                          |                           | …                        | …        |  |  |       |  |  |                     |  |  |           |  |
|                          |                           | …                        | …        |  |  |       |  |  |                     |  |  |           |  |
| Sichelgaita              |                           | …                        |          |  |  |       |  |  |                     |  |  |           |  |
|                          |                           | …                        | …        |  |  |       |  |  |                     |  |  |           |  |
|                          |                           | …                        | …        |  |  |       |  |  |                     |  |  |           |  |
|                          |                           | …                        | …        |  |  |       |  |  |                     |  |  |           |  |
| Guido di Sorrento        |                           | …                        |          |  |  |       |  |  |                     |  |  |           |  |
|                          | Landolfo III di Benevento | Landolfo II di Benevento |          |  |  |       |  |  |                     |  |  |           |  |
|                          | Landolfo III di Benevento | Landolfo II di Benevento |          |  |  |       |  |  |                     |  |  |           |  |
|                          | Landolfo III di Benevento | …                        |          |  |  |       |  |  |                     |  |  |           |  |
| Pandolfo II di Benevento | Landolfo III di Benevento |                          |          |  |  |       |  |  |                     |  |  |           |  |
|                          |                           | …                        | …        |  |  |       |  |  |                     |  |  |           |  |
|                          |                           | …                        | …        |  |  |       |  |  |                     |  |  |           |  |
|                          |                           | …                        | …        |  |  |       |  |  |                     |  |  |           |  |
| Gaitelgrima di Benevento |                           | …                        |          |  |  |       |  |  |                     |  |  |           |  |
|                          |                           | …                        | …        |  |  |       |  |  |                     |  |  |           |  |
|                          |                           | …                        | …        |  |  |       |  |  |                     |  |  |           |  |
|                          |                           | …                        | …        |  |  |       |  |  |                     |  |  |           |  |
| …                        |                           | …                        |          |  |  |       |  |  |                     |  |  |           |  |
|                          |                           | …                        | …        |  |  |       |  |  |                     |  |  |           |  |
|                          |                           | …                        | …        |  |  |       |  |  |                     |  |  |           |  |
|                          |                           | …                        | …        |  |  |       |  |  |                     |  |  |           |  |
|                          |                           | …                        |          |  |  |       |  |  |                     |  |  |           |  |